# Dominique Ibáñez de Erquicia
Dominique Ibanez d’Erquicia (Régil, Guipúzcoa, 1589 - Nagasaki, 14 août 1633) est un missionnaire espagnol dominicain du XVIIe siècle mort martyr au Japon. 

## Biographie
Entré chez les dominicains à San Sebastián, après avoir terminé ses études théologiques, il est envoyé en 1610 pour la mission aux Philippines. Il arrive à Manille en 1611 après un voyage qui le fait passer par le Mexique. Il est ordonné prêtre l'année suivante et envoyé à Pangasinan dans le nord de l'île de Luçon, puis travaille dans le quartier Binondo de Manille où réside une importante colonie d'immigrants chinois convertis au catholicisme. On lui demande aussi d'enseigner la théologie dans ce qui deviendra ensuite l'Université de Santo Tomas de Manille.
Sa vie change radicalement en 1622 lorsqu'il est choisi pour la mission au Japon. Il s'agit d'une mission particulièrement périlleuse d'autant plus dangereuse que désormais les missionnaires espagnols sont interdits d'entrer dans le pays et systématiquement mis à mort. En 1623 il arrive déguisé en marchand. Pendant 10 ans il travaille dans le plus grand secret auprès des chrétiens japonais de plus en plus persécutés. Souvent obligé de se cacher et recherché activement par les autorités, il est finalement dénoncé par un chrétien apostat en juillet 1633, arrêté et interné à la prison de Nagoya. Emmené à Nagasaki, après avoir refusé de renoncer à sa foi, il est soumis au supplice de la potence et de la fosse le 13 août 1633 et meurt le lendemain. 

## Vénération
Dominique Ibáñez de Erquicia fut béatifié avec 15 autres martyrs, appelés encore les seize martyrs de Nagasaki le 18 février 1981 par le pape Jean Paul II et canonisé à Rome par ce dernier le 18 octobre 1987. Il est fêté le 14 août,.